# 高濂
高濂（1527年—？），字深甫，號瑞南，浙江杭州府錢塘縣人，明朝萬曆年間的戲曲家、養生家及書籍收藏家。

## 生平
宋神宗外祖父高遵甫的遠嗣。南渡後遷居杭州。家道敗落已久，其父高應鵬經商致富。高濂出生於嘉靖六年（1527年），“少嬰羸疾，復苦瞶眼”，久病成良醫，故喜歡談醫道，重養生，咨訪奇方秘藥，用以治療羸疾，眼疾遂愈。由於屢試不中，隆慶六年（1572年）曾出資捐官，任鴻臚寺丞，後來因父去世，家居不再出仕。晚年隱居西湖。工詩詞及戲曲，藏書豐富，於杭州跨虹橋建書樓“山滿樓”和“妙賞樓”。萬曆三十一年（1603年）尚在世。
高濂平生著作甚豐，主要有《玉簪記》、《節孝記》、《遵生八箋》、《草花譜》、《野蔌品》、《四時幽賞》、《四時逸事》、《藝花譜》、《蘭譜》等。